# Gliese 686
Gliese 686 är en ensam stjärna i södra delen av stjärnbilden Herkules. Den har en skenbar magnitud av ca 9,58 och kräver ett teleskop för att kunna observeras. Baserat på parallax enligt Gaia Data Release 3 på ca 96,3 mas, beräknas den befinna sig på ett avstånd på ca 26,5 ljusår (ca 8,2 parsek) från solen. Den rör sig närmare solen med en heliocentrisk radialhastighet på ca -10 km/s.

## Egenskaper
Primärstjärnan Gliese 686 är en röd dvärgstjärna i huvudserien av spektralklass M1 V. Den har en massa som är ca 0,42 solmassor, en radie som är ca 0,42 solradier och har ca 0,027 gånger solens utstrålning av energi från dess fotosfär vid en effektiv temperatur av ca 3 700 K.

## Planetsystem
Gliese 686 har en exoplanet av typen superjord, som upptäckts genom mätning av radial hastighet.
| Planet | Massa              | Halv storaxel (AE) | Siderisk omloppstid (d) | Excentricitet | Inklination | Radie |
| ------ | ------------------ | ------------------ | ----------------------- | ------------- | ----------- | ----- |
| b      | ≥ 6,624 ± 0,432 M🜨 | 0,091 ± 0,004      | 15,53209 ± 0,00166      | -             | -           | -     |